# Trymosternus
Trymosternus is een geslacht van kevers uit de familie van de loopkevers (Carabidae). De wetenschappelijke naam van het geslacht is voor het eerst geldig gepubliceerd in 1873 door Chaudoir.

## Soorten
Het geslacht Trymosternus omvat de volgende soorten:
- Trymosternus acutangulus Mateu, 1963
- Trymosternus ariasi Bolivar y Pieltain, 1914
- Trymosternus bolivari Mateu, 1952
- Trymosternus cobosi Mateu, 1952
- Trymosternus colombati Antoine, 1934
- Trymosternus cordatus (Rambur, 1837)
- Trymosternus dilaticollis (Lucas, 1846)
- Trymosternus negrei Mateu, 1952
- Trymosternus onychinus (Dejean, 1825)
- Trymosternus refleximargo Chaudoir, 1873
- Trymosternus truncatus (Rambur, 1837)
- Trymosternus urcitanus Mateu, 1963